# Дейли-Сити (Калифорния)
Дейли-Сити — город в штате Калифорния, США. Является крупнейшим городом округа Сан-Матео. Назван в честь бизнесмена и землевладельца Джона Дейли (Дэли).

## География
Площадь города составляет 19,849 км². Открытых водных пространств нет. Город граничит с различными неинкорпорированными местностями. Вокруг города имеется несколько сейсмических разломов.

## История
Как свидетельствуют археологические находки, данная территория уже к 2700 годам до н. э. была заселена предками индейцев-олони. Несмотря на начало в XVI веке завоевания этих территорий Испанией, вплоть до 1769 года индейцы имели мало контактов с европейцами. В 1776 году здесь была основана испанская католическая миссия, к 1778 году была проложена дорога на Сан-Франциско, тогда же начало развиваться сельское хозяйство. После получения Мексикой независимости от Испании в 1824 году мексиканское правительство предоставляло гражданам страны и переселенцам из США земельные участки для устройства ранчо. После Американо-мексиканской войны территория будущего города оказалась в составе США. К началу 1860-х годов большинство семей покинули свои ранчо из-за неурожая зерновых и картофеля, но несколько оставшихся переключились на разведение крупного рогатого скота и производство масла; во второй половине XIX века поселение стало расти, вдоль прохожившей около него Южно-Тихоокеанской железной дороги стали строиться новые дома и школы. Во время Гражданской войны в США в поселении проходили стычки между сторонниками и противниками рабства.
Ключевым событием в истории Дейли-Сити стало землетрясение в Сан-Франциско 1906 года, когда большое количество беженцев из этого города, потерявших жильё, прибыло на ранчо к югу от города в качестве рабочих, в том числе на крупном ранчо Джона Дейли, построенного ещё в 1853 году. Для многих из них местные землевладельцы выделили земельные участки для строительства домов, жители осели здесь, а вскоре возникла необходимость в городской инфраструктуре. Существовали планы по объединению формировавшегося города с Сан-Франциско, но почти сразу же были отвергнуты. 16 января 1911 года было подано прошение об инкорпорировании фактически уже существовавшего города, и 22 марта того же года она была удовлетворена. Город, однако, оставался небольшим до конца 1940-х годов, когда Генри Делджер основал здесь строительную компанию Westlake.

## Правительство
По данным госсекретаря штата Калифорния, по состоянию на 10 февраля 2019 года в Дейли-Сити зарегистрировано 46 684 избирателя. Из них 24 175 (51,8 %) являются зарегистрированными демократами , 4479 (9,6 %) — зарегистрированными республиканцами, а 16 487 (35,3 %) отказались заявить о политической партии.

## Население
Согласно данным переписи 2010 года, население Дейли-Сити составляло 101123 человека, при этом по плотности населения город занимал 6-е место в стране среди городов с численностью более 100 тысяч человек. Расовый состав населения города был следующим: азиаты — 55, 6 %, белые — 23,6 %, чернокожие — 3,6 %, уроженцы Гавайев и тихоокеанских островов — 0,8 %, индейцы — 0,4 %, представители других рас — 11,1 %, представители двух и более рас — 4,9 %, латиноамериканцы (любой расы) — 23,7 %. Большая часть населения является потомками филиппинских и китайских иммигрантов.
По данным переписи, в городе было 31090 домохозяйств, из которых 11050 (35,5 %) имели детей в возрасте моложе 18 лет, проживающих в них, 15,883 (51,1 %) были совместно проживающими супружескими парами противоположного пола, 4,667 (15 %) представляли собой женщину-главу семьи без мужа, 2,238 (7,2 %) — мужчину-главу семьи без жены. 1632 домохозяйства являлись не состоящими в браке партнёрствами противоположного пола (5,2 %), 293 — однополыми супружескими парами (0,9 %) или партнёрствами. 5855 домохозяйств (18,8 %) представляли собой одиноких людей, 2136 (6,9 %) — одиноких людей возрастом 65 годами и старше. Средний размер домохозяйства составлял 3,23. Насчитывалось 22788 семей (73,3 % всех домашних хозяйств); средний размер семьи составлял 3,63.
Возрастной состав населения был следующим: 19614 человек (19,4 %) моложе 18 лет, 10506 человек (10,4 %) в возрасте 18—24 лет, 29663 человека (29,3 %) в возрасте 25—44 лет, 27717 человек (27,4 %) в возрасте 45—64 лет и 13623 человека (13,5 %) в возрасте 65 лет и старше. Средний возраст составлял 38,3 года. На каждых 100 женщин приходилось 97,5 мужчин. Для каждых 100 женщин в возрасте 18 лет и старше приходилось 95,3 мужчины.
Основу экономики составляет сфера услуг.

## Транспорт
Через город проходят автодороги SR1, SR35 и SR82, а также межштатная магистраль Interstate 280.
В городе находится одноименная станция метрополитена агломерации Сан-Франциско.